# Rio Giurgiuleţul
O Rio Giurgiuleţul é um rio da Romênia, afluente do Vediţa, localizado no distrito de Olt.